# Inopeplus immunda
Inopeplus immunda là một loài bọ cánh cứng trong họ Salpingidae. Loài này được Reitter miêu tả khoa học năm 1878.